# Ágya
Ágya (románul: Adea) falu Romániában, a Partiumban, Arad megyében.

## Fekvése
Kisjenőtől északkeletre, a Fekete-Körös és a Fehér-Körös között, Tőzmiske és Szinte közt fekvő település.

## Története
Ágya Árpád-kori település. Nevét már 1202-ben említette oklevél Adia néven.
1332-ben Adya, 1336-ban és 1808-ban Agya néven írták.
1336-ban már egyházas hely volt, magyar lakossággal.
1479-ben Agya' a váradi káptalan birtoka volt, 1650-től a borosjenői vár tartozékai közé sorolták.
A 18. század végétől József Antal János főherceg kisjenői uradalmának része volt.
1851-ben Fényes Elek Magyarország történeti földrajzában írta a településről: „...van 1400 református lakosa, s anyatemploma. Kiterjed 9309 holdra...lakosai szenet égetnek. Vize a Tőz folyam. Bírja István főherceg volt nádor”.
1895. szeptember 2-án az Ágya környéki erdőben szenvedett végzetes vadászbalesetet László főherceg, József Károly főherceg 20 éves fia.
1910-ben a helység 2082 lakosából 2034 magyar, 35 román volt. Ebből 133 római katolikus, 1845 református, 40 izraelita volt.
A trianoni békeszerződés előtt Arad vármegye Kisjenői járásához tartozott.

## Források

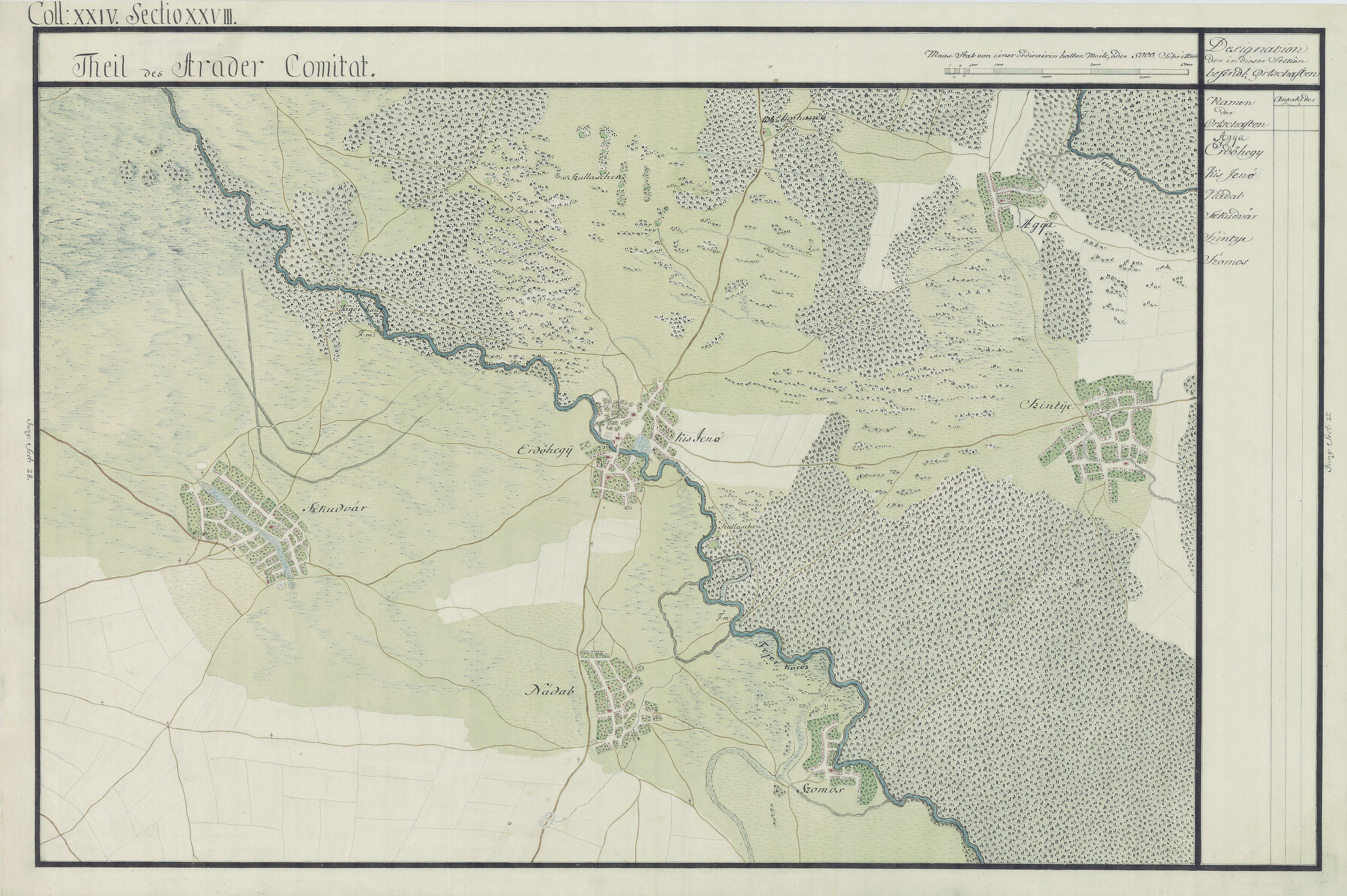
Ágya egy régi térképen